# Rana scutigera
Rana scutigera là một loài ếch trong họ Ranidae. Chúng là loài đặc hữu của Thái Lan.
Các môi trường sống tự nhiên của chúng là đầm nước ngọt và đầm nước ngọt có nước theo mùa.

## Hình ảnh

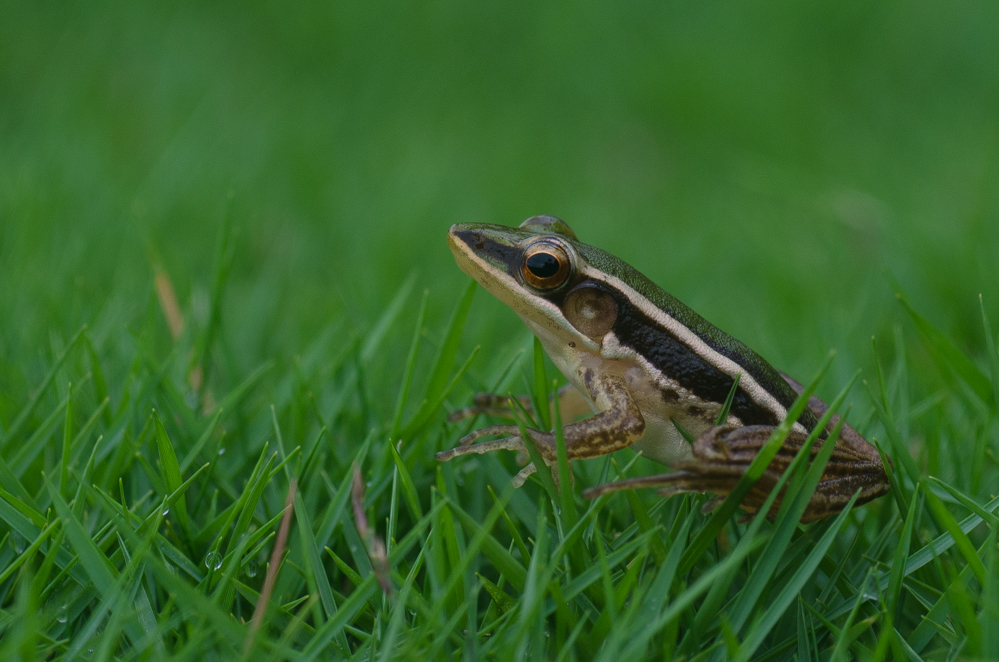